# Journal of Educational Psychology
Journal of Educational Psychology — це рецензований науковий журнал, заснований у 1910 році та присвячений педагогічній психології, що публікує Американська психологічна асоціація.
Journal of Educational Psychology публікує оригінальні психологічні дослідження з питань освіти в усіх вікових групах і рівнях освіти, а також цінні теоретичні та оглядові статті.
Відповідно до Journal Citation Reports, імпакт-фактор журналу на 2023 рік становить 4.9; п'ятирічний імпакт фактор становить 6.7. Журнал займає 6/60 місце в категорії «Психологія — Освіта».